# Karel Vuursteen
Karel Vuursteen (Arnhem, 25 juli 1941 – Loenen aan de Vecht, 30 december 2024) was een Nederlands topfunctionaris. Hij was bestuursvoorzitter van Heineken en lid van de raad van commissarissen van Ahold, AB Electrolux (Zweden), ING, Gucci Group, Henkel KGaA (Duitsland), AkzoNobel en TomTom.

## Loopbaan
Vuursteen studeerde af aan de Landbouwuniversiteit Wageningen. Tijdens zijn studietijd in Wageningen was hij lid van de Wageningse Studenten Vereniging Ceres en tevens manager van de Ceresband. Hij werkte vanaf 1968 tot 1991 bij Philips, waar hij verschillende managementfuncties in Nederland, Noorwegen, Zweden, Oostenrijk, Duitsland en de VS had. Van 1990 tot 1991 was hij president en CEO van Philips Lighting in Noord-Amerika.
Na deze carrière bij Philips werd hij in 1991 lid van de raad van bestuur van Heineken NV. Hiervan was hij van 1992 tot 1993 vicevoorzitter en was van 1993 tot 2002 voorzitter. In 2001 werd hij verkozen tot Topman van het Jaar. Uiteindelijk trad Vuursteen om persoonlijke redenen af als voorzitter en daarna werd hij commissaris bij Heineken Holding.
Naast commissaris bij verschillende bedrijven was Vuursteen voorzitter van de Stichting Het Concertgebouw Fonds en vicevoorzitter van de raad van toezicht van de Nyenrode Business Universiteit.
De Europese Commissie heeft stukken waaruit zou blijken dat Vuursteen regelmatig bij geheime besprekingen aanwezig was en actief betrokken was bij een kartel van brouwers (Heineken, Bavaria, Grolsch en InBev). Dit kartel werd door Brussel in april 2007 beboet voor 273 miljoen euro wegens prijsafspraken in de periode 1996 tot 1999.

## Persoonlijk
Vuursteen was getrouwd en had drie kinderen. Hij overleed in december 2024 op 83-jarige leeftijd.